# 広島市立鈴が峰小学校
広島市立鈴が峰小学校（ひろしましりつ すずがみねしょうがっこう）は、広島県広島市西区にある公立小学校。

## 概要
昭和54年に開校。昭和63年に在校生数はピークに達し1,200人となったが、その後は減少の一途を辿る。

## 学区
鈴が峰町、草津梅が台

## 進学先中学校
広島市立井口台中学校

## 所在地
広島県広島市西区鈴が峰町36-2

## 出身者
- 山縣亮太 - 陸上選手
- 柴村直弥 - サッカー選手
- 三上絵里 -  政治家、元テレビ新広島のアナウンサー
- 西純矢 - プロ野球選手